# Червона Нива (Валевачівська сільська рада)
Червона Нива (біл. вёска Чырвоная Ніва) — село в складі Червенського району Мінської області, Білорусь. Село підпорядковане Валевачівській сільській раді, розташоване в центральній частині області.